# Holm 15A (buraco negro)
Holm 15A* é um supermassivo buraco negro com uma massa de (4,0 ± 0,80) × 1010  de massas solares no centro de Holm 15A. É, quatro a nove vezes maior do que o esperado, dada a massa estelar protuberante da galáxia e a dispersão da velocidade estelar da galáxia.  Se localiza há aproximadamente 700 milhões de anos-luz da Terra. Este é (2019) o buraco negro mais massivo com uma detecção dinâmica direta no Universo local.